# Милославский, Кирилл Евгеньевич

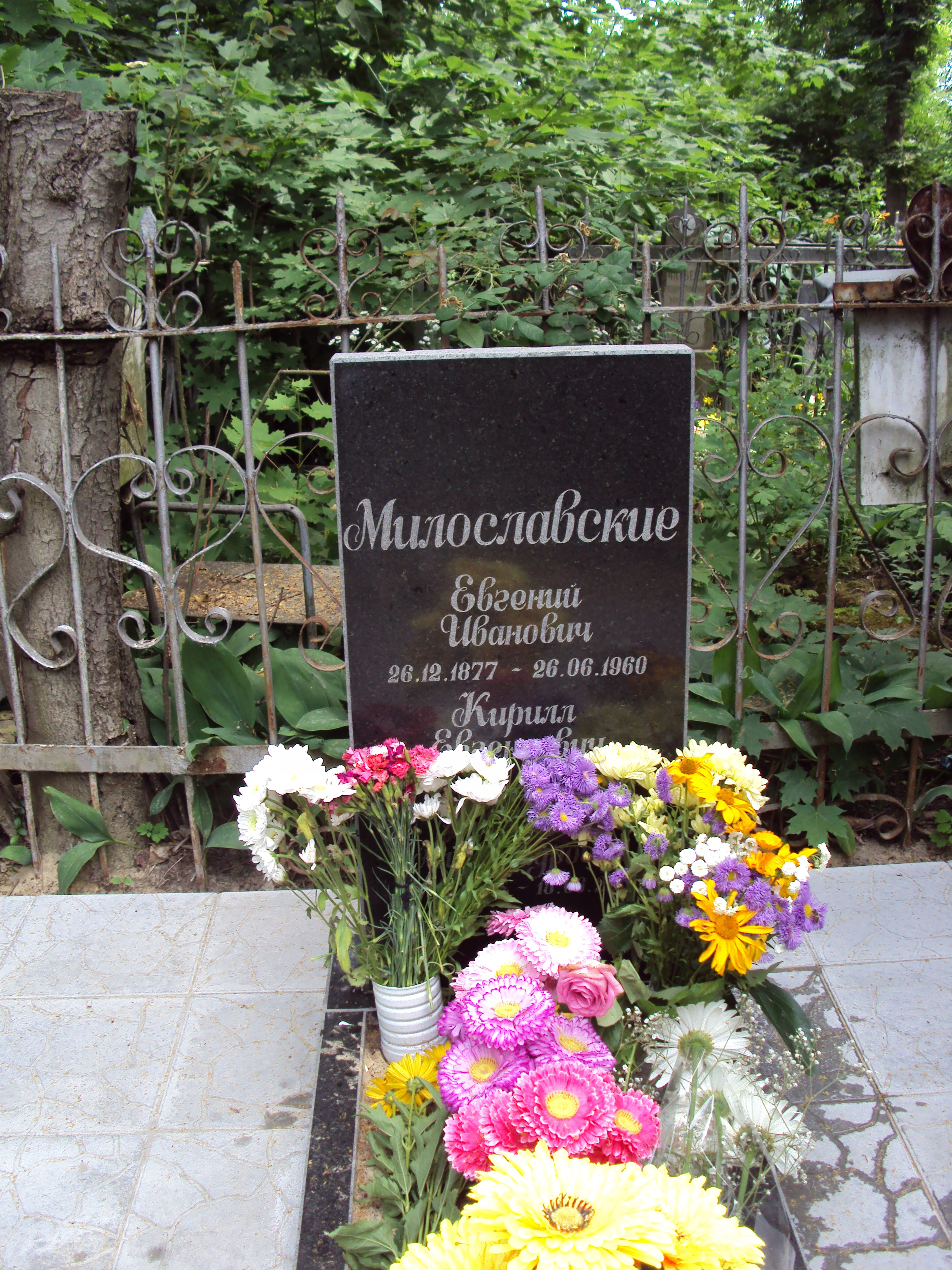
Могила К. Е. Милославского на 2-м Харьковском кладбище

Кирилл Евгеньевич Милославский (14 (27) января 1914 года, с. Вознесенское, Рыбинского уезда Ярославской губернии Российской империи — 13 февраля 1975, г. Харьков, УССР) ― украинский советский учёный, инженер-исследователь, физик-магнитолог, кандидат технических наук (1943), доцент (1946), преподаватель. Соавтор и составитель 5 книг по истории музыкального театра.

## Биография
Сын профессора Харьковского политехнического института (ХПИ) и Харьковского автомобильно-дорожного института (ХАДИ) Милославского Е. И., внук Милославского И. Н. (1853—1918?) — городского головы г. Ахтырка Харьковской губернии. Окончил среднюю школу в Харькове в 1929 году. В 1930 году поступил, а в 1935 году окончил физико-механический факультет Харьковского механико-машиностроительного института (ныне НТУ «Харьковский политехнический институт»). В 1931 году при этом учреждении закончил 4-й курс рабфака. Учился на параллельных курсах с будущим академиком Лифшиц Е. М., слушал лекции академика Л. Д. Ландау. Ученик профессоров Штейнберга Д. С. и Синельникова К. Д. Работал лаборантом в Харьковском физико-техническом институте (ХФТИ) (1934-35 гг.), младшим научным сотрудником в Украинском НИИ метрологии, Харьков (1935 г.). В 1936-39 гг. учился в аспирантуре в Всесоюзном НИИ метрологии (г. Ленинград) (ныне Всероссийский НИИ метрологии имени Д. И. Менделеева), под руководством профессоров Е. Г. Шрамкова и Б. М. Яновского защитил кандидатскую диссертацию (1943).
В годы Второй мировой войны работал инженером Центральной Лаборатории Кировского завода, а затем старшим инженером Челябинского тракторного завода. Принимал участие в совершенствовании методов магнитной дефектоскопии деталей танков и тракторов при помощи коэрцитиметра Михеева М. Н.

## Научно-педагогическая деятельность
Педагогическую деятельность начал как старший преподаватель кафедры электротехники Челябинского механико-машиностроительного института (ныне Южно-Уральский государственный университет) (1944-46 гг.), затем доцент кафедры физики на факультете колесно-гусеничных машин Института механизации и электрификации сельского хозяйства (г. Челябинск) (ныне Южно-Уральский государственный аграрный университет).
После реэвакуации в Харьков — доцент кафедры физики Харьковского автомобильно-дорожного института (ХАДИ) (ныне Харьковский национальный автомобильно-дорожный университет) (1946—1949), впоследствии её заведующий (1949—1957). С 1958 по 1975 год — ученый секретарь Института радиоэлектроники (ИРЭ) АН УССР (ныне Институт радиофизики и электроники имени А. Я. Усикова НАН Украины), отвечал за работу с аспирантами и представление научных отчетов АН УССР.
Автор печатных научных трудов в области магнетизма и истории физики. Работал с известными учеными академиками, такими как Слуцкин А. А., Усиков А. Я., Брауде С. Я., Веркин Б. И. , Шестопалов В. П.
Окончил Вечерний Университет марксизма-ленинизма при Харьковском горкоме КП (б) Украины (1949—1951), с марта 1952 года член ВКП (б). Секретарь Ученого Совета ХАДИ (1950—1955), ученый секретарь Правления Харьковского отделения Всесоюзного научно-технического общества радиоэлектроники и радиосвязи СССР имени А. С. Попова (ВНТОРиС) (1949—1954), ныне Российское научно-техническое общество радиотехники, электроники и связи имени А. С. Попова. Лектор общества «Знание» и Центрального лектория.

## Музыкально-театральные увлечения
Внес значительный вклад в развитие музыкально-театральной жизни Харькова и Слобожанщины как знаток музыкального театра. Собрал значительную коллекцию фотографий актёров и певцов, в том числе с дарственными надписями, пластинок, книг по истории музыкального театра, основатель частной музыковедческой библиотеки. Певец и аккомпаниатор-любитель. В совершенстве владел французским языком. В конце 20-х годов XX века кумирами молодого меломана стала супружеская пара певцов Харьковской столичной государственной оперы: меццо-сопрано Е. Н. Копьева (1895—1930) и баритон В. Г. Будневич (1889—1957), творчеству которых Кирилл Милославский посвятил несколько своих альбомов (библиографический указатель, С.164, источник № 1377).
Соавтор 4 книг о музыкальном театре: о Харьковском театре оперы и балета (1965) — в соавторстве с П. А. Ивановским и Г. В. Штоль, на украинском языке, 2-х книг о харьковском теноре с мировой известностью Иване Алчевском(1972) в соавторстве с П. А. Ивановским на русском языке, (1980) в соавторстве с И. М. Лысенко на украинском языке), героического тенора Ю. С. Кипоренко-Даманского (1987) — в соавторстве с П. А. Ивановским на украинском языке). Составитель репертуара певца и библиографии к книге Е. А. Грошевой «Иван Сергеевич Паторжинский» (1976).
Общался и был в дружбе с известными певцами С. Я. Лемешевым, Н. К. Печковским, И. С. Паторжинским, В. Н. Гужовой, К. Г Шашой, поэтом Л. С. Татаренко, музыковедами Е. А. Грошевой, И. М. Лысенко, О. С. Чишко, потомками семейств Алчевских и Бекетовых. Плодотворно сотрудничал с домом-музеем М. Ю. Лермонтова в г. Пятигорске (ныне Государственный музей-заповедник М. Ю. Лермонтова) и музыкально-театральной библиотекой имени К. С. Станиславского в Харькове.
Умер 13 февраля 1975 года при трагических обстоятельствах. Похоронен на 2-м Харьковском кладбище рядом с отцом.

## Награды
- медаль «За доблестный труд в Великой Отечественной войне» (1946)
- нагрудный юбилейный знак к 100 -летию со дня рождения изобретателя радио А. С. Попова (1959).

## Память
В разные годы воспоминания о К. Е. Милославского написали бывший заведующий литературной частью Харьковской оперы, доктор искусствоведения А. И. Чепалов, киевский искусствовед И. М. Лысенко, журналист и преподаватель Л. П. Осинцева.
27 января 2014 исполнилось 100 лет со дня рождения Кирилла Милославского. Газета «Вечерний Харьков» опубликовала статью-интервью «Харьковский ученый ввел в заблуждение французов» Елены Ковальской. В честь 100-летнего юбилея Кирилла Милославского, 25 января 2014 года в 17.00 в Харьковской городской специализированной музыкально-театральной библиотеке имени К. С. Станиславского, в которой он неоднократно выступал с докладами, прошел вечер памяти «Ученый, влюбленный в музыку». В 2019 году исполнилось 105 лет со дня рождения К. Е. Милославского и прошел памятный вечер в Музее знаменитых харьковчан имени К. И. Шульженко (22.11.2019).